# Дойч
Дойч (на словашки: Dojč) е село в окръг Сеница, Търнавски край, западна Словакия. Населението му е 1344 души.
Разположено е на 182 m надморска височина, на 10 km западно от град Сеница. Площта му е 20,37 km². Кмет на селото е Славомира Мелишова.